# 자코모 로
자코모 로(Giacomo Rho, 1593년 ~ 1638년 4월 27일)는 이탈리아 예수회 소속 중국 선교사이다. 중국식 이름은 뤄야거(羅雅各)이다.
1630년 베이징으로 초빙되어 사망할 때까지 아담 샬 밑에서 편찬 사업에 종사했다.
그의 저서 「오위역지(五緯曆指)」는 중국에 처음으로 태양중심설을 소개했다. 이 책은 후에 한국 최초로 지전설을 주장한 김석문에게 영향을 주었다.